# Amallothrix falcifer
Amallothrix falcifer är en kräftdjursart som först beskrevs av Farran 1926.  Amallothrix falcifer ingår i släktet Amallothrix och familjen Scolecitrichidae. Inga underarter finns listade i Catalogue of Life.